# بني بويلول (بني مقبل)
بني بويلول هو دُوَّار يقع بجماعة بركين، إقليم جرسيف، جهة الشرق في المملكة المغربية. ينتمي الدوّار لمشيخة بني مقبل التي تضم دوارين. يقدر عدد سكانه بـ 947 نسمة حسب الإحصاء الرسمي للسكان والسكنى لسنة 2004.

## روابط خارجية
- البوابة الوطنية للجماعات الترابية نسخة محفوظة 12 مارس 2018 على موقع واي باك مشين.
- المندوبية السامية للتخطيط